# Enrique V (película de 1944)
Enrique V (en inglés: Henry V, aunque originalmente se llamó The Chronicle History of King Henry the Fift with His Battell Fought at Agincourt in France, nombre original de la cuarta edición en 1600) es una película británica de género dramática-biográfica de 1944. Dirigida, producida, escrita y protagonizada por Laurence Olivier, en el guion colaboraron Dallas Bower y Alan Dent, y William Walton compuso la banda sonora.
La película recrea la vida de Enrique V de Inglaterra y sus acciones durante la Guerra de los Cien Años.
La película comienza con una representación teatral llevada a cabo en el escenario del Teatro del Globo y gradualmente se va transformando en una versión más cinematográfica, con escenas medievales que recuerdan un libro de horas. La película sigue el patrón de la obra escrita de Shakespeare, contando la campaña militar de Enrique en Francia, el asedio de Harfleur y la batalla de Agincourt con tintes medievales pero mucha luminosidad. 
También nos encontramos las negociaciones del tratado de Troyes o relación amorosa y casamiento de Enrique con la princesa Catalina de Valois. El formato de la película hace que la escena retorne al principio, al Teatro del Globo. El público aplaude y termina la obra.
La película fue hecha a finales de la Segunda Guerra Mundial, con la esperanza de elevar la moral de Gran Bretaña, por parte del productor, que era el propio gobierno británico. Está dedicada «al mando y las fuerzas aéreas de Gran Bretaña». Es ampliamente considerada como la primera película basada en una obra de Shakespeare que fue un éxito tanto artística como comercialmente, y gracias a ella Laurence Olivier recibió un premio honorario premio de la Academia de Hollywood por «sus extraordinarios logros como actor, productor y director al llevar a la pantalla Enrique V'».

## Argumento
Nos adentramos en el Londres de 1600 y viajamos hasta el Teatro del Globo en Inglaterra, donde el público está expectante al comienzo de la obra. El coro (Leslie Banks) entra e implora a la audiencia que se sirva de su imaginación para introducirse en trama de la historia. Arriba en el palco, dos clérigos, el arzobispo de Canterbury (Felix Aylmer) y el obispo de Ely (Robert Helpmann) discuten los últimos asuntos de estado. Enrique V, el rey (Laurence Olivier) entra y habla con los nobles del estado de Francia. El Delfín francés le entrega a Henry un regalo. El presente resulta ser pelotas de tenis, una burla a la juventud e inexperiencia de Enrique. El monarca echa al embajador francés de su corte y se decide a conseguir el trono francés; trono que él considera suyo por derecho.
Más tarde aparecen todos los personajes de la obra de Shakespeare: el cabo Nym (Frederick Cooper), Bardolph (Roy Emerton), y Pistol (Robert Newton). Estos personajes deciden unirse al ejército de Henry, pero antes de que lo hagan Falstaff (George Robey), otro personaje recurrente y uno de los ex consejeros del rey, muere. 
En este momento, la película poco a poco deja ubicarse en el teatro del globo; y nos inmiscuimos en la Edad Media británica.
En Southampton, la flota se embarca, y llega a Francia. Comienza una campaña militar a través de Francia hasta Harfleur, donde las fuerzas de Enrique asedian. Allí el rey pronuncia su primer discurso de aliento a sus tropas: «Una vez más... hasta la victoria queridos amigos, una vez más.»
Las tropas marchan hacia Agincourt, para encontrarse con las fuerzas francesas. Antes de la inminente batalla, el rey se pasea por el campo para averiguar lo que los hombres piensan de él.
Al día siguiente, antes de la batalla, Enrique pronuncia su famoso discurso del día de San Crispín. La batalla acaba de comenzar. Esta secuencia está rodada en un ambiente más realista a diferencia de lo filmado anteriormente, que tenía un halo más romántico.  Aun así el rodaje de esa escena es todavía muy brillante y más largo que en la vida real. En la versión posterior de Kenneth Branagh la escena cobra un poco más de realismo.
Los arqueros ingleses disparan sin descanso y provocan grandes bajas en el enemigo francés. Los franceses, sobrecargados por sus pesadas armaduras, están atrapados en el barro del campo empantanando. Esto da oportunidad a las tropas inglesas para aguantar y luchar contra ellos en igualdad de condiciones. 
El Delfín francés (Max Adrian), viendo la desventaja, decide contraatacar ordenando a varios guardaespaldas y nobles, como el Condestable de Francia, encaminarse hacia el campamento inglés y matar a todos los niños y escuderos. Esto provocó un sobrecogimiento inglés, llegando a afirmar que "este acto está completamente en contra de la ley de las armas '. 
Enrique, rabioso y desconcentrado por esto, cabalga para encontrarse con el alguacil francés (Leo Genn). Luchando entre sí, cara a cara, espada en mano, el alguacil golpea a Enrique en la cabeza, tirándolo al suelo. La batalla continúa. Enrique sigue luchando cuando el alguacil envaina la espada y le golpea la mano, haciendo caer su espada. Enrique, ahora desarmado, arremete y lo golpea en la cara con su guantelete, lo que le hace caer al suelo causándole la muerte.
La batalla está ganada. Enrique procede entonces a ir a la corte de la princesa Catalina de Valois (Renee Asherson). Tras una batalla tan sangrienta, la película vuelve a idealizar la realidad. Con la canción Canteloube sonando de fondo Enrique corteja a Catalina.
Francia está ahora bajo el control de Inglaterra, ya que el rey francés Carlos VI nombra a Henry como su sucesor. Al final, la película retorna al principio, al Teatro del Globo y acaba con un público eufórico aplaudiendo.

## Reparto
- Laurence Olivier como Rey Enrique V de Inglaterra, el joven rey de Inglaterra que comienza una guerra con los franceses. Por su actuación, Olivier fue nominado por tercera vez al Premio Óscar en la categoría de Mejor actor. Además esta fue su segunda aparición en una película basada en una obra de Shakespeare.
- Renée Asherson como Catalina de Valois. Catalina es cortejada por Enrique, y posteriormente se convierte en su esposa.
- Robert Newton como el viejo Pistol.
- Leslie Banks como el Coro. Banks había trabajado anteriormente con Olivier en la película Fire Over England.
- Felix Aylmer como Henry Chichele, el arzobispo que ayuda a Enrique a conquistar Francia. Aylmer había trabajado con Olivier en la película Como gustéis de 1936, y posteriormente aparecería en Hamlet.
- Robert Helpmann como el obispo de Ely.
- Gerald Case como Ralph Neville.
- Griffith Jones como Tomás de Montagu.
- Morland Graham como Sir Thomas Erpingham.
- Felix Aylmer es el arzobispo de Canterbury. El arzobispo incita al rey a conquistar Francia . Olivier enfoca esta escena cómicamente, con el actor que interpreta al arzobispo en el Teatro del Globo revolviendo cómicamente todos sus papeles y su lugar en la escaleta. Aylmer había aparecido con Olivier en Como gustéis, y aparecería posteriormente en Hamlet.
- Robert Helpmann como el obispo de Ely. El obispo ayuda al Arzobispo en su persuasión al Rey. En la película, aparece como una figura cómica.
- Vernon Greeves como el heraldo inglés
- Gerald Caso como el conde de Westmorelan
- Griffith Jones como el conde de Salisbury. Salisbury es un comandante que lucha en Harfleur y Agincourt
- Morland Graham como Sir Thomas Erpingham. Erpingham juega un papel decisivo en la batalla de Agincourt.
- Nicholas Hannen como el Duque de Exeter. El Duque es el tío del rey
- Michael Warre como el Duque de Gloucester. Gloucester es el hermano del rey.
- Ralph Truman como Mountjoy, heraldo francés
- Ernest Thesiger como duque de Berri, embajador de Francia.
- Frederick Cooper como el cabo Nym.
- Roy Emerton como teniente Bardolph.
- Freda Jackson como Mistress Quickly.
- George Cole como muchacho 1 #.
- George Robey como Sir John Falstaff. Falstaff es un compañero del rey Enrique.
- Harcourt Williams como el rey Carlos VI de Francia, ya viejo y enfermo.
- Russell Thorndike como el Duque de Borbón. El duque pelea en Agincourt y es capturado. Thorndike apareció en las tres películas de Shakespeare rodadas por Olivier.
- Leo Genn como el condestable de Francia. El condestable era el comandante de las fuerzas francesas en Agincourt, y es muerto por el propio rey Enrique durante la batalla.
- Francis Lister como el Duque de Orleans. El duque es uno de los nobles que luchan en Agincourt.
- Max Adrian como delfín. Este personaje es el engreído sub-comandante de las fuerzas en Agincourt
- Jonathan Field como el mensajero francés
- Esmond Knight como Fluellen, el capitán de Gales en el ejército inglés. Knight apareció en las tres películas de Shakespeare de Olivier, así como en El príncipe y la corista
- Michael Shepley como Gower, capitán en el ejército inglés.
- John Laurie como Jamy, el capitán escocés en el ejército inglés. Laurie apareció en las tres películas de Shakespeare de Olivier.
- Niall Macginnis como Macmorris, capitán irlandés en el ejército inglés.
- Frank Tickle como el gobernador de Harfleur
- Ivy St. Helier como Alice
- Janet Burnell como la Reina Isabel de Francia, esposa de Carlos VI de Francia.
- Brian Nissen como Tenis, un soldado en el ejército inglés.
- Arthur Hambling como Bates, un soldado en el ejército inglés
- Jimmy Hanley como Williams, un soldado en el ejército inglés.
- Ernest Hare como sacerdote. El sacerdote casa a Enrique y Catalina de Valois.
- Valentine Dyall como el Duque de Borgoña, un noble francés.

## Producción
Winston Churchill instruye a Olivier para enfocar la película como una propaganda moral para las tropas británicas en el Segunda Guerra Mundial . La grabación y el lanzamiento de la película coincidió con la invasión aliada de Normandía en Francia . 
Un tráiler previo de la película muestra el Londres contemporáneo , justo antes del recorte para la película de las vistas aéreas de Londres de 1600 e

## Guion
Olivier intencionadamente omitió algunos de los rasgos más duros del Enrique V descrito por Shakespeare en su obra, como la violencia extrema de que dio muestra en el campo de batalla, el pillaje y las violaciones que permitió se cometieran en Harfleur, su despiadada decapitación de tres traidores —Ricardo de Conisburgh (tercer conde de Cambridge), Henry Scrope (tercer barón de Masham) y Sir Thomas Gray−, así como su negativa a detener el ahorcamiento de Bardolph por haber robado. También se omite la triste y melancólica referencia al final de la obra cuando Inglaterra perdió Francia de la mano de Enrique VI.

## Casting
Cientos de lugareños fueron contratados como extras para las escenas de la batalla de Agincourt, filmadas en la Irlanda neutral en 1943. La productora pagó una libra adicional a cualquier persona que trajera su propio caballo.
Olivier acordó no aparecer en ninguna otra película durante 18 meses para eliminar cualquier distracción de la promoción de Enrique V. A cambio, se le pagó £ 15.000 (alrededor de £ 460.000 al cambio actual) libres de impuestos.
Esmond Knight, que interpreta al patriota galés Fluellen era un veterano herido de guerra. Había sido gravemente herido en 1941 en acto de servicio a bordo del HMS Prince of Wales cuando fue atacado por el acorazado Bismarck, y se quedó totalmente ciego durante dos años. Sólo recuperó parte de visión en su ojo derecho.

## Rodaje
La película fue filmada en la hacienda Powerscourt, en Enniskerry, County Wicklow, Irlanda. 
Los decorados interiores se construyeron en los Denham Studios en Buckinghamshire, Inglaterra. Se basaron en las ilustraciones Très Riches Heures du Duc de Berry, cuyo ilustrador también es un personaje en la obra. 
La película, que fue fotografiada en technicolor de tres tiras, fue aclamada por la crítica por su sublime conjunción de colorido y vestuario, así como por la magistral dirección y actuación de Olivier. 
Pauline Kael la consideró «un triunfo del color, la música, el espectáculo y se eleva la poesía heroica».
En 2007, la película fue restaurada digitalmente en formato de alta definición. Fue relanzada en el Ciclo de Cine británico de la BBC en 2007, y se emitió en cines seleccionados del Reino Unido.

## Música
La consideración de la música de William Walton es que es una obra clásica con extractos de la orquesta de Enrique V que ha realizado conciertos.
Una grabación de la obra fue hecha por Christopher Palmer, con el actor Christopher Plummer leyendo los discursos pronunciados por el Coro, Enrique V, y el duque de Borgoña. Fue lanzado en 1990 bajo el título de Enrique V: Un escenario de Shakespeare. La puntuación incorpora elementos de una adaptación vocal conocida de canciones populares francesas llamada Cantos de Auvernia por Joseph Canteloube. El re-lanzamiento de la grabación de la obra de Sir Neville Marriner 2007 también incluye versiones originales de música anterior de compositores cuyas obras fueron incorporadas en la banda sonora , incluyendo selecciones de Canteloube Chants d'Auvergne

## Aceptación
La película fue ampliamente aclamada en todo el mundo. James Agee la catalogó como «una de las mayores obras cinematográficas». Sin embargo, debido a su alto costo de producción y entretenimiento de Impuestos que no entró en beneficios para Rango hasta 1949. La ganancia de United Artists fue de 1,62 millones £.
Se cree que ha sido la primera película a en saldar con éxito una película del “Bardo”. Sueño de una noche de Max Reinhardt 1935, una película de Warner Bros, recibió una crítica moderada e incluso buena, pero no logró alcanzar el éxito. Al año siguiente se produjo una. También británica versión de Como gustéis protagonizada por Olivier y dirigida por William Walton que catapultó al fracaso todas las demás películas relacionadas Ese mismo año fue el fracaso espectacular de Romeo y Julieta perteneciente a MGM que causó Hollywood se mantuviera por un tiempo alejado de Shakespeare
Hasta el día de hoy, la película mantiene la máxima puntuación en el sitio web Rotten Tomatoes.

## Premios Óscar
| Año  | Categoría                           | Candidato                   | Resultado |
| ---- | ----------------------------------- | --------------------------- | --------- |
| 1945 | Óscar a la mejor película           | Laurence Olivier            | Nominado  |
| 1945 | Óscar al mejor actor                | Laurence Olivier            | Nominado  |
| 1945 | Óscar honorífico                    | Laurence Olivier            | Ganador   |
| 1945 | Óscar a la mejor banda sonora       | William Walton              | Nominado  |
| 1945 | Óscar al mejor diseño de producción | Paul Sheriff, Carmen Dillon | Nominado  |